# 大韓民国の交通
大韓民国の交通（だいかんみんこくのこうつう）では、大韓民国（韓国）国内の鉄道、道路、バス、船、飛行機の交通網について記述する。

## 歴史
李氏朝鮮時代には、道路の整備が非常に遅れていたが、日本統治時代に道路の改良が進んだ。
第二次世界大戦、朝鮮戦争後、1970年に京釜高速道路が日本とアメリカの資金援助を活用して建設され、以後、経済発展とともに、高速道路網の拡充がなされる。1974年には韓国最初の地下鉄として、現在のソウル交通公社1号線が開通した。その際に使用される韓国鉄道1000系電車は、当初、日本から輸入されたが、その後、国産化された。しかし、国産化された現在に至るまで、ソウルなどの地下鉄車両は日本の通勤電車に酷似した車両が多く、影響が強く見られる。2004年にはフランスの技術によって、韓国高速鉄道が開業した。

## 鉄道

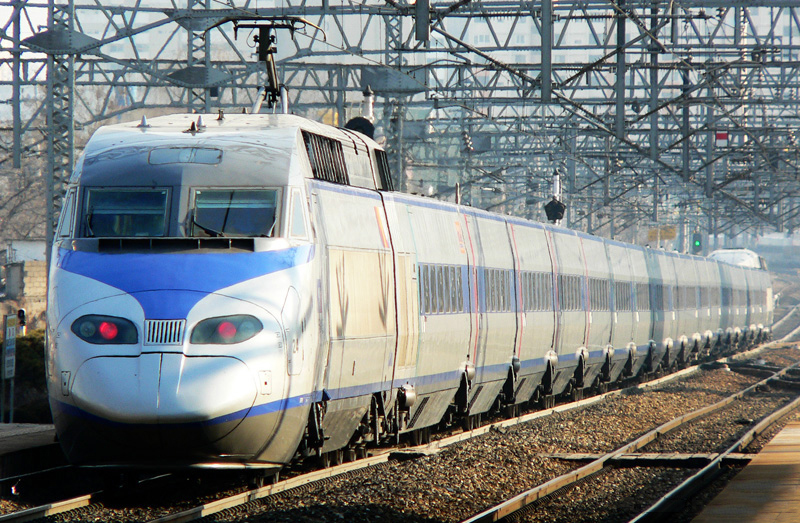
韓国高速鉄道

鉄道の総延長は約3,200キロで、軌間は標準軌である。1963年からは鉄道庁により運営されていたが、上下分離の改革が行われ、2005年より公社化され列車の運行を韓国鉄道公社（KORAIL）、施設の保有は韓国鉄道施設公団（KR）が行うこととなった。また2004年より、韓国高速鉄道（KTX）が運行を開始した。
地下鉄は、現在、ソウル特別市と5つの広域市（仁川広域市・釜山広域市・大邱広域市・光州広域市・大田広域市）で運行されている。

## バス

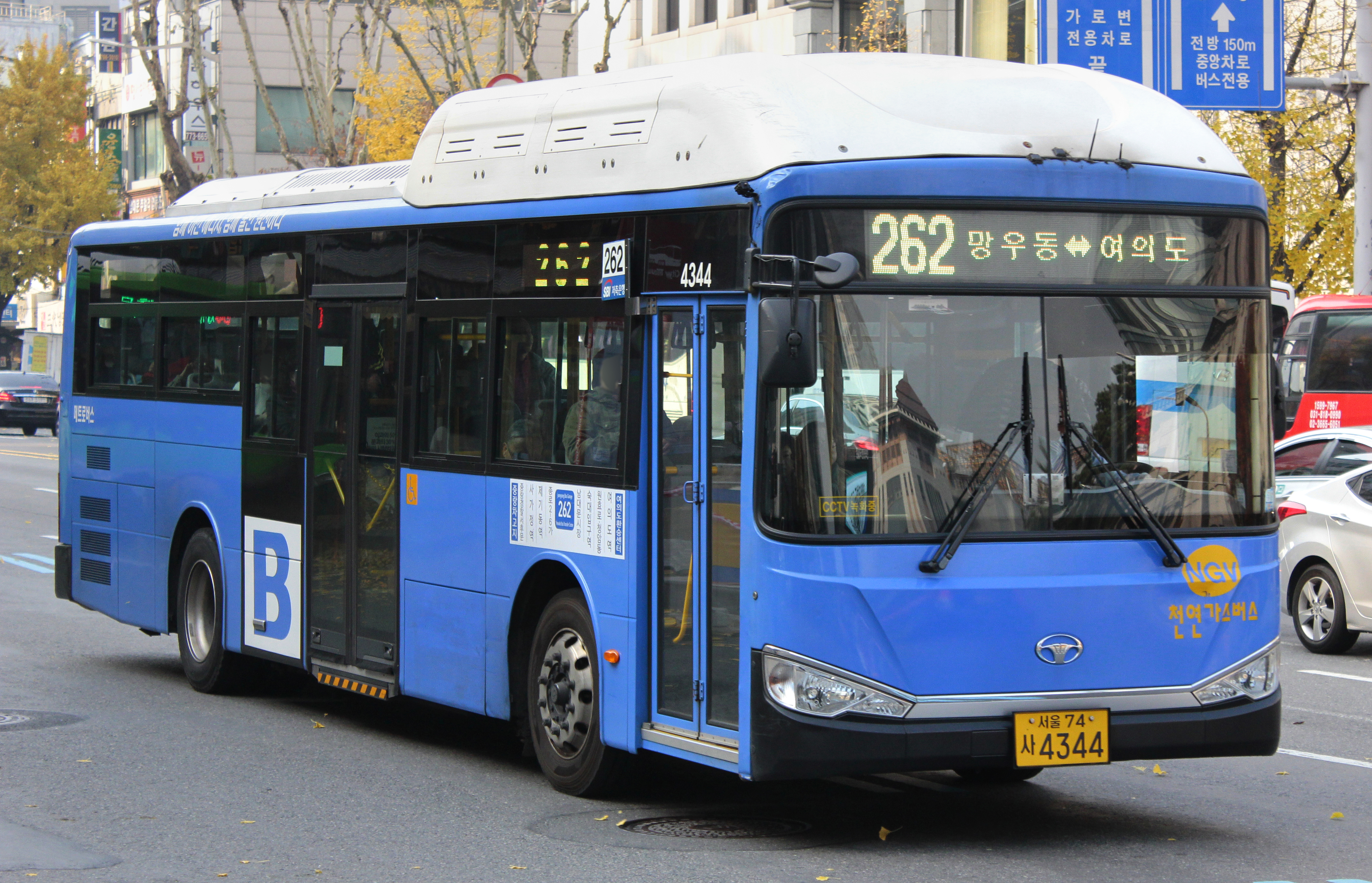
ソウル市内の一般路線バスの例

韓国の路線バスは大別して、高速バス、市外バス、市内バスの3種類に分けられる。韓国では、鉄道よりも高速道路の方が路線延長が長いなど、鉄道よりも道路の整備が進んでいることから、都市間輸送においては鉄道よりも高速バスの方が、運転頻度が高くて所要時間も短く、利便性の高い区間が多い。

## 道路
韓国の道路は、高速国道、国道、それ以下の様々な段階の道路に分類される。高速国道は2011年現在、約4,000キロの総延長を有している。路線の大半が有料であり、ほとんどが韓国道路公社によって運営されているが、民間企業の管理による路線もある。

## 海運
韓国は、釜山港が世界5位のコンテナ取扱量を擁するなど、海運が盛んであり、造船業も発達している。旅客運輸については、南部、西部の島嶼部と本土を結ぶ路線などが運行されており、また日本、中華人民共和国との間の国際航路もある。また、日本の山口県下関市との間に毎日運航されている関釜フェリー・釜関フェリーが存在する。

## 航空
大韓航空が最大手の運行主体で、1988年までは韓国唯一の航空事業者であった。2番目の大手事業者は、アシアナ航空である。このほか近年、エアプサン、チェジュ航空、ジンエアーなど中小の格安航空会社(LCC)が台頭してきている。
空港は、ソウル都市圏にあるものとしては、仁川国際空港が国内最大、世界でも有数の規模を有しており、韓国に発着する国際線の拠点となっている。また金浦国際空港は国内線、近距離国際線（日本・中国・台湾）を中心とした路線を有している。
なお、ソウル/金浦－済州線は世界最多の旅客数、運航本数を誇っている。